# 세븐 데이즈 (2007년 영화)
《세븐 데이즈》(영어: Seven Days)는 원신연이 감독한 대한민국의 영화이다. 대한민국에서 2007년 11월 14일에 개봉하였으며 원래 《목요일의 아이》란 제목을 통해 김선아가 여주인공으로 발탁됐지만 제작사와 소송으로 분쟁이 일어나면서 크랭크인이 중단됐으나  제작사-감독-여배우가 변경되면서 해당 제목으로 바뀌었다.

## 줄거리
지연은 승률 100%를 자랑하는 유능한 변호사지만 딸 은영에게는 소홀한 엄마다. 지연은 모처럼 시간을 내서 딸의 운동회에 참가한다. 그러나 딸은 감쪽 같이 사라져 버린다.
지연은 서둘러 경찰에 신고하고 납치범의 연락을 기다린다. 그러나 납치범은 이미 지영을 경찰이 도청하고 있는 것을 눈치채고 있었다.
사건 발생 2일째, 납치범은 지연의 핸드폰으로 전화하고 지연은 납치범이 자극 받을까 우려해 경찰에게 들키지 않도록 납치범의 전화가 아닌 것처럼 행동한다.
납치범은 지연에게 이메일을 열어보라고 지시한다. 납치범이 보낸 이메일에는 지연의 딸이 공포에 떨고 있는 사진이 첨부되어 있었고 서울역 지하철 물품 보관함에서 구형 핸드폰을 찾으라는 지시가 있었다.
구형 핸드폰을 찾은 지연에게 납치범은 전화를 걸어 7일 안에 살인범 정철진을 무죄로 석방하라고 요구한다.

## 캐스팅
- 김윤진 : 유지연 역 - 변호사
- 김미숙 : 한숙희 역 - 심리학과 교수
- 박희순 : 김성열 역 - 형사. 유지현의 초등학교 동창
- 이정헌 : 최 검사 역
- 장항선 : 사무장 역
- 정동환 : 강상만 역. 국회의원
- 양진우 : 강지원 역 - 록커. 강상만의 아들
- 최무성 : 정철진 역 - 살인범
- 이라혜 : 은영 역 - 유지연의 딸
- 원풍연 : 목티 남 역
- 조덕현 : 부르스 정 역
- 서동수 : 조 박사 역 - 부검의
- 박용연 : 늑대 역
- 윤빈 : 장혜진 역 - 한숙희의 딸
- 권병길 : 박기복 역
- 신현종 : 오 사장 역
- 길해연 : 병원 원장 역
- 양영조 : 양창구 부하 1 역
- 손기흥 : 양창구 부하 2
- 박성택 : 양창구 부하 3 역
- 양달샘 : 양창구 부하 4
- 오상무 : 조플린 1
- 장태준 : 조플린 2
- 유준연 : 조플린 3
- 강나일 : 조플린 4
- 신진우 : 열쇠수리공
- 신용욱 : 양진우 담당 의사
- 김도현 : 은영 납치사건 담당 형사반장
- 배건식 : 그랜져 사내 역
- 진용욱 : 은영 납치사건 담당 형사 1 역
- 박은종 : 은영 납치사건 담당 형사 2
- 정종렬 : 은영 납치사건 담당 형사 3 역
- 송인갑 : 은영 납치사건 담당 형사 4
- 강철성 : 은영 납치사건 담당 형사 5 역
- 한강수 : 은영 납치사건 담당 형사 6
- 이수빈 : 은영 납치사건 담당 형사 7
- 이창수 : 장혜진 납치사건 담당 형사 1
- 손정만 : 장혜진 납치사건 담당 형사 2
- 김일구 : 장혜진 납치사건 담당 형사 3 역
- 김은재 : 장혜진 납치사건 감식반 형사 1
- 배정봉 : 장혜진 납치사건 감식반 형사 2
- 최영환 : 퀵맨
- 김성관 : 황건욱
- 조익범 : 우유 배달원
- 문수지 : 희진 모
- 엄예은 : 희진
- 이정하 : 룸싸롱 걸1
- 김승진 : 룸싸롱 걸 2
- 정계순 : 노모
- 배건식 : 그랜져 사내 역
- 오현철 : 최면강의 남학생 역
- 시라소니 : 세퍼트
- 김노경 : 조 형사
- 김민수 : 감사반 형사 1
- 류성철 : 대기밴드 1
- 신성일 : 대기밴드 2
- 신영훈 : 대기밴드 3
- 곽진석 : 대기밴드 4
- 김남원 : 연주밴드 1
- 윤재웅 : 연주밴드 2
- 정재훈 : 연주밴드 3 역
- 황호진 : 연주밴드 4
- 이경순 : 판사 1
- 이윤상 : 판사 2 역
- 송경의 : 판사 3 역
- 전형호 : 교도관 1
- 임경진 : 교도관 2
- 김경천 : 남자 간호사 1
- 서승택 : 남자 간호사 2
- 김정환 : 오 사장 부하 1
- 김기호 : 오 사장 부하 2 역
- 김정필 : 오 사장 부하 3
- 윤종원 : 오 사장 부하 4 역
- 이창완 : 오 사장 부하 5
- 옥고운 : 최경숙 역 (우정 출연) - 정철진 애인
- 오광록 : 양창구 역 (우정 출연)

## 스태프
- 감독 : 원신연
- 제작 : 이서열
- 각본 : 윤제구
- 각색 : 원신연
- 촬영 : 최영환
- 조명 : 김성관
- 음악 : 김준성
- 미술 : 전수아
- 편집 : 신민경
- 의상 : 김재아
- 분장 : 정지혜
- 세트 : 노상억
- 소품 : 현창조
- 무술감독 : 심재원
- 특수효과 : 건전익
- 동시녹음 : 이은주
- 프로듀서 : 임충근
- 조감독 : 황건욱

## 텔레비전 드라마
《유괴법정~세븐 데이즈~》(일본어: 誘拐法廷～セブンデイズ～)는 TV 아사히에서 방송된 일본의 텔레비전 드라마이다.

### 등장 인물
- 아마부키 메이코 - 마츠시마 나나코
- 우츠이 히데키 - 마루야마 류헤이